# موسیقی پاپ
موسیقی پاپ (به انگلیسی: pop music) ژانری از موسیقی عامه‌پسند است که شکل مدرن آن در اواسط دهه ۱۹۵۰ در ایالات متحده و بریتانیا پدیدار شد. در دهه‌های ۱۹۵۰ و ۱۹۶۰، موسیقی پاپ شامل راک اند رول و سبک‌های جوان‌پسند تحت تأثیر آن بود. تا اواخر دهه ۱۹۶۰، راک و پاپ تقریباً مترادف بودند، اما پس از آن، پاپ با موسیقی‌ای که تجاری‌تر، زودگذرتر و قابل‌دسترس‌تر بود، پیوند خورد.
ویژگی‌های شناسایی موسیقی پاپ معمولاً شامل کورس‌ها و هوک‌های تکرارشونده، ترانه‌های کوتاه تا متوسط با ساختار ساده (اغلب ساختار بیت-کورس)، و ریتم‌ها یا تمپوهایی است که به‌راحتی می‌توان با آن‌ها رقصید. بخش زیادی از موسیقی پاپ همچنین عناصری از سبک‌های دیگر مانند راک، هیپ هاپ، اربن، رقص، لاتین و کانتری را وام می‌گیرد.
اصطلاحات موسیقی عامه‌پسند (popular) و موسیقی پاپ (pop) اغلب به‌جای یکدیگر استفاده می‌شوند، هرچند اولی دقیق‌تر به تمام موسیقی‌هایی اشاره دارد که برای جلب توجه عموم طراحی شده‌اند (در مقابل موسیقی هنری) و شامل سبک‌های متنوعی است. بسیاری از موسیقی‌هایی که در جدول‌های موسیقی ظاهر می‌شوند، پاپ تلقی می‌شوند.

## ویژگی‌ها
پاپ معمولاً به عنوان موسیقی‌ای تعریف می‌شود که به شکل تجاری یا با هدف سود مالی تهیه شده است. بنا به تعریف سایمون فریت ، منتقد موسیقی و جامعه‌شناس متخصص موسیقی مردم پسند، موسیقی پاپ بیشتر به عنوان یک صنعت شناخته می‌شود نه یک هنر. البته این موسیقی را می‌توان در حیطه بازار، ایدئولوژی، تولید و زیبایی‌شناسی هم معنا کرد. درواقع، پاپ طوری طراحی شده که «برای همه جالب باشد» و «از هیچ جای خاصی نیامده» و قرار هم نیست «سلیقه خاصی را اعمال کند».
موسیقی پاپ معمولاً در برابر موسیقی کلاسیک و فولک (محلی) و موسیقی درام تکنو قرار می‌گیرد و از آن‌ها متمایز است و اقبال همگانی بالاتر نسبت به سبک راک به اجرای زنان و صدای زنانه از ویژگی‌های اصلی آن است. در بسیاری از کشورهایی که رتبه‌بندی معتبری دارند، اکثر و تا دو سوم آثار این سبک از خوانندگان زن بوده است. هنرمندان این سبک در سبک‌های ترنس، هاوس، مَش آپ، ریمیکس، موسیقی الکترونیک، راک، هیپ‌هاپ، دنس، ریتم اند بلوز (R&B) و کانتری هم می‌توانند فعالیت داشته باشند و این باعث می‌شود که تبدیل به سبکی انعطاف‌پذیر شود. شاخه‌های زیادی مانند موزیک ترنس، هاوس، هارد ترنس و… از سبک پاپ سر چشمه گرفته می‌شود. عبارت «موسیقی پاپ» همچنین می‌تواند به یک زیر سبک خاص (درون پاپ) اشاره داشته باشد مانند سافت راک و پاپ راک.

## پیشینه

### دههٔ ۱۹۳۰ و ۱۹۴۰
این نوع موسیقی از سبک‌های بلوز (شیکاگو)، و کانتری (تنسی) تأثیر گرفت.

### دههٔ ۱۹۵۰
خوانندگان پاپ آن دوره کسانی چون بینگ کراسبی، فرانک سیناترا، دین مارتین، بابی دارین و پگی لی بودند، اما خوانندگانی چون بیل هالی، فتس دامینو و الویس پریسلی به دلیل اینکه از نسل جوان تری بودند بیشتر معروف شدند. خوانندگان زن و مرد غربی در این دهه با اقبال همگانی بالایی روبرو شدند.

### دههٔ ۱۹۶۰
این دهه با گروه‌هایی چون جانی تلوتسان، بابی وی، برایان هایلند، تامی رو، جین پیتنی، فرانکی آوالون شروع شد.
در نیمهٔ آن با هنرمندانی چون کارول کینگ، نیل دایموند و برت بکراک، آرتا فرانکلین، ایسلی برادرز، ری چارلز، استیو واندر، سوپرمن، ماروین گی، باب دیلن و سایمون و گارفانکل متحول شد.

### دههٔ ۱۹۷۰
در این دوره موسیقی دیسکوی بی‌جیز، پیانوی بیلی جوئل و التون جان، کانتری ایگلز، هنرمندان پاپ راک مانند بانی تایلر، خولیو ایگلسیاس راد استوارت، استیلی دان و فلیتوود مک گل کرد. ای‌بی‌بی‌ای گروه سوئدی بودند که با مسابقه ترانه یوروویژن به شهرت رسیدند و انقلابی در موسیقی پاپ به پا کردند.

### دههٔ ۱۹۸۰
برجسته‌ترین خوانندهٔ این دوره، مایکل جکسون بود که با انتشار آلبوم‌های تریلر (پرفروش‌ترین آلبوم موسیقی جهان تا به امروز) و بد (یکی از پرفروش‌ترین آلبوم‌های تاریخ) تغییرات بنیادی و ساختارشکنی را در سبک‌های موسیقی و به خصوص سبک پاپ ایجاد کرد. مایکل جکسون را «سلطان پاپ» و مدونا را «ملکهٔ پاپ» می‌نامند. جرج مایکل یکی از چهارستون پاپ در این دهه بود و مدرن تاکینگ که با تک‌آهنگ «You are my heart you are my soul» توانست چندین هفته در صدر جدول‌ها باشد. از دیگر هنرمندان این دهه می‌توان به: مایکل بولتون، پرینس، جانت جکسون، دوران دوران، گروه پلیس، سیندی لاپر، ویتنی هوستون، فیل کالینز، کایلی مینوگ و پائولا عبدل و کالچر کلاب اشاره کرد.

### دههٔ ۱۹۹۰ و قرن ۲۱

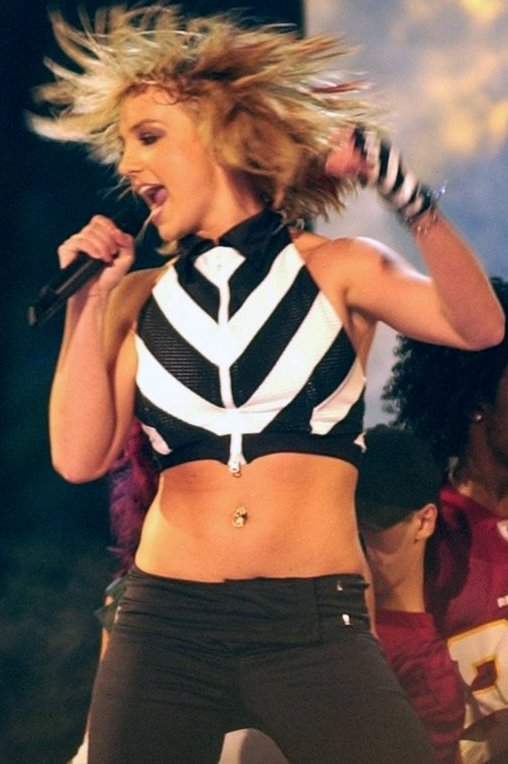
بریتنی اسپیرز به‌دلیل احیای تین پاپ در دهه ۲۰۰۰ «پرنسس پاپ» لقب گرفت.

مایکل جکسون نیز هنوز جایگاه خود را به خوبی حفظ کرده بود و یکی از محبوبترین و پرطرفدارترین خوانندگان دهه ۹۰ بود. در اواخر دهه ۱۹۹۰ ظهور هنرمندانی همچون بریتنی اسپیرز، جاستین تیمبرلیک و کریستینا آگیلرا باعث شکل‌گیری دوباره پاپ شد. سبک تین پاپ در کانال دیزنی توسط ستارگانی چون هیلاری داف و بریتنی اسپیرز به وجود آمد. از اواخر دهه ۱۹۹۰ و شروع قرن ۲۱ با روی کار آمدن سینثی سایزر‌های پیشرفته نرم‌افزاری و پیشرفت تکنولوژی، موسیقی پاپ روی دیگر خود را نشان داد. گروه‌ها و خوانندگان بریتانیایی پاپ راک چون باستد، مک‌فلای، کلدپلی و رابی ویلیامز و خواننده کانادایی آوریل لوین و گروه آهنگساز فرانسوی دفت پانک؛ در دههٔ ۲۰۰۰ و ۲۰۱۰ به شهرت رسیدند. خوانندگانی که سبک‌های دیگر پاپ را دربرمی‌گیرند عبارت‌اند از ویتنی هوستون و ماریا کری در R&B، گارث بروکس و شنایا توین در کانتری، و در دنس پاپ کایل منگ و مدونا که یکی از پر فروش‌ترین خوانندگان تمام دوران بود. مطرحان موسیقی پاپ که در بین بینندگان جذابیت یافتند افرادی مانند برونو مارس، سلن دیون و نورا جونز بودند.